# Naval Reactors
Naval Reactors (oft abgekürzt als NR, oder NAVSEA-08) hat als US-Regierungsbehörde die Verantwortung für das Kernenergieprogramm der United States Navy, das sogenannte Naval Nuclear Propulsion Program.

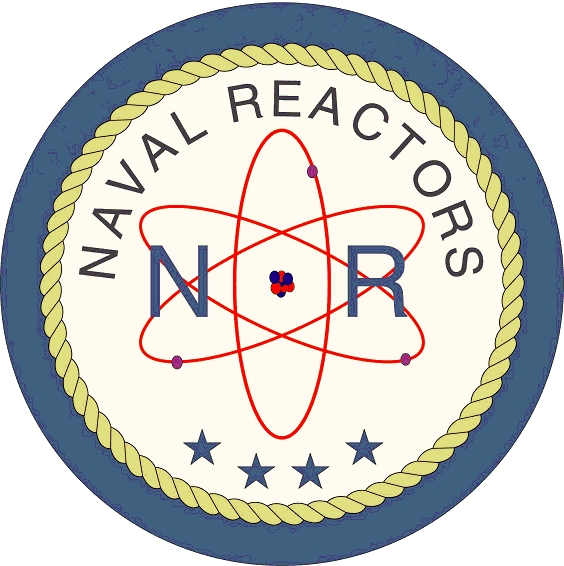
Emblem von Naval Reactors

Die Behörde ist beim Marineministerium im Naval Sea Systems Command (NAVSEA) angesiedelt und zusätzlich noch direkt dem Chief of Naval Operations und Energieministerium (DOE) unterstellt. Es wird von einem Offizier der Navy im Dienstgrad eines Admirals geführt.
Des Weiteren ist die National Nuclear Security Administration (NNSA), einem der Nachfolger der Atomic Energy Commission (AEC), für die Verwaltung der US Labore und Forschungseinrichtungen zuständig, welche die Kerntechnik für alle nuklearen Antriebsarten (viz. Kernreaktoren) sowie Brennstoffkreisläufe stellen.
Aufgabe des Programms NR ist die Spezifikationen, Entwicklung und Training der nuklearer Antriebsarten und die Gewährleistung des sicheren, zuverlässigen und langlebigen Betriebes. Die Erprobung der Reaktoren erfolgt seit jeher am Idaho National Laboratory (INL).
Atom-U-Boote mit Interkontinentalraketen gelten als Waffen-Trägersysteme und sind damit Teil der nuklearen Abschreckung. Sie werden hauptsächlich von den fünf Atommächten betrieben. Die Technik der U-Boot-Kernreaktoren ist als Verschlusssache (Restricted Data) eingestuft. Missbrauch wird z. B. vom FBI verfolgt und geahndet, wie in einem Beispielfall aus dem Jahr 2021.

## Geschichte
Naval Reactors bzw. das Naval Nuclear Propulsion Program wurde 1948 gegründet und die Forschungsabteilung von Admiral Hyman G. Rickover geleitet. Das Programm ist gemeinsam von der AEC (dort Naval Reactors, Division Reactor Development) und dem Department of Defense (DOD) (dort das Schiffsbüros für Nuklearantriebe) als AEC-Navy Gruppe etabliert worden.
Aus den Aktivitäten von NR ging der erste Atom-U-Boot-Reaktor, Submarine Thermal Reactor, Mark 1, abgekürzt auch STR Mark I, hervor. Der Reaktor, auch identifiziert als S1W, war zu Testzwecken am INL nur kurz in Vollbetrieb, später über den Zeitraum von 1953 bis 1989 zu Trainingszwecken genutzt worden. Der S1W hatte selbst einige Vorgänger. Ihm ging der landgestützte S1C voraus. Weitere Entwicklungen fanden und finden noch heute am Knolls Atomic Power Laboratory (KAPL) statt.

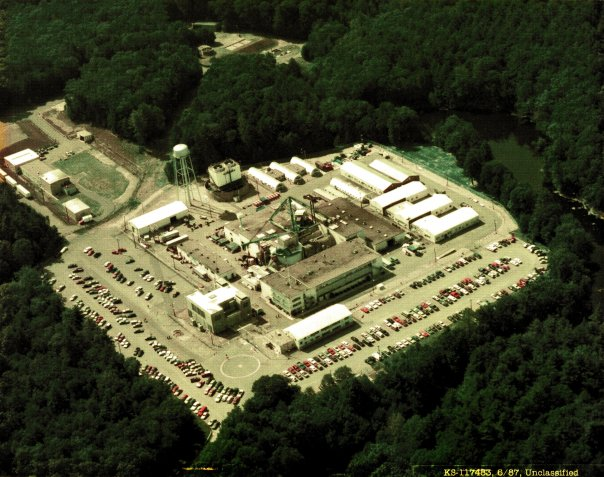
S1C Erprobungsreaktor am Standort in Windsor, CT

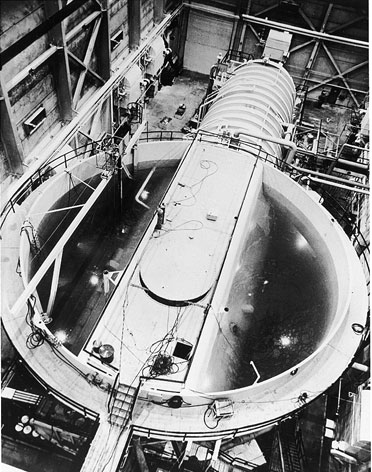
Der S1W Kernreaktor im Testbetrieb am Idaho National Laboratory (INL). Er ist der Vorreiter des S2W, welcher in der USS Nautilus verbaut wurde.

Das erste US Atom-U-Boot war die USS Nautilus, welches mit dem S2W Reaktor, dem zweiten Reaktor, ausgestattet wurde. Ende der 1950er wurden die ersten strategischen Atom-U-Boote (SSBN) bereitgestellt, angefangen mit der George-Washington-Klasse, welche mit Polaris-Raketen ausgestattet wurde. Polaris-SLBMs wurden auch von der Royal Navy gekauft (Polaris Programm) und auf U-Booten der Resolution-Klasse eingesetzt. Zwischen 1960 and 1967 wurden von der US Navy 41 SSBNs in Dienst gestellt. Ab 1980 erfolgte die Indienststellung der Ohio-Klasse und der Umstieg auf Trident-SLBMs. Die Royal Navy stellte bis in die 1990er Jahre alle Boote auf die Vanguard-Klasse um. Als Nachfolger der Ohio-Flotte wird derzeit an der Columbia-Klasse gebaut. GB baut derzeit an der Dreadnught-Klasse.
NR feierte 2023 seine 75-jähriges Bestehen.

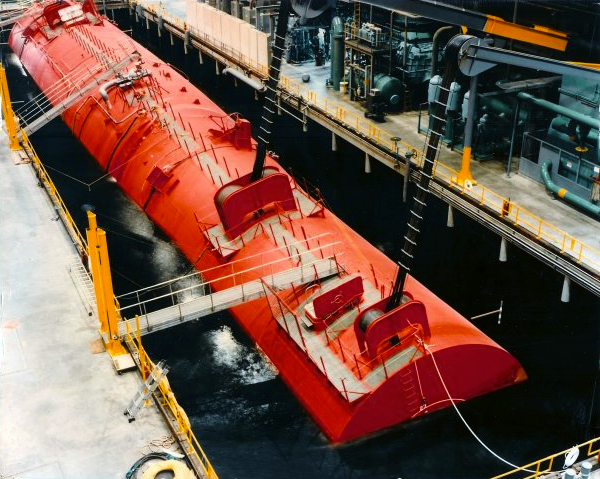
Der S5G Prototypreaktor im Wasserbecken zur Simulation. Der Reaktor war ca. 1960 bis 1990 in Erprobung. Es war ein direkter Vorgänger des S8G, welcher auf Ohio-Klasse U-Booten eingesetzt wird.

## Kernreaktoren
Es wurden viele verschiedene Baureihen an Kernreaktoren entwickelt. Die Entwicklung lässt sich anhand der Bezeichnung ablesen.

### Bezeichnungen (Beispiel)
- S1W: Der erste Buchstabe (S) steht für submarine platform; die Zahl (1) steht für die Reaktorgeneration; der letzte Buchstabe (G) steht für den Auftragnehmer: W für Westinghouse, G für General Electric, C für Combustion Engineering usw.

## Organisation
Der Director of Naval Reactors leitet das Programm, er ist in Personalunion stellvertretender Direktor der National Nuclear Security Administration. Bisherige Leiter waren:
| Beginn | Ende | Name                                                  |
| ------ | ---- | ----------------------------------------------------- |
| 1949   | 1982 | Admiral Hyman G. Rickover („Vater der Nuklearmarine“) |
| 1982   | 1988 | Admiral Kinnaird R. McKee                             |
| 1988   | 1996 | Admiral Bruce DeMars                                  |
| 1996   | 2004 | Admiral Frank „Skip“ Bowman                           |
| 2004   | 2012 | Admiral Kirkland H. Donald                            |
| 2012   | 2015 | Admiral John M. Richardson                            |
| 2015   | 2024 | Admiral James F. Caldwell                             |
| 2024   |      | Admiral William J. Houston                            |

## Andere Hersteller nuklearer Antriebstechnik für U-Boote

### Royal Navy
- Britische Kernreaktoren werden als PWR1, PWR2, PWR3 (viz. Pressurized Water Reactor) identifiziert und wurden bisher in Dounreay (dort dem Vulcan Naval Reactor Test Establishment) entwickelt und getestet;
- Britische U-Boot-Reaktoren sind eine Eigenentwicklung und werden hier nur im Zusammenhang (Trägersysteme Polaris und Trident) erwähnt. Die Atommächte USA und GB kooperieren seit 1958 in Sachen der nuklearen Verteidigung („Special Relationship“) u. a.;
- Der Bau der neuesten Flotte britischer Atom-U-Boote wird von der Submarine Delivery Agency (SDA) vorangetrieben.[7]

### Übersicht
- OKBM – Einer der russischen Kernreaktordesigner für die Russische Marine
- TechnicAtome – Französischer Reaktordesigner für die Marine Nationale
- Vickers und Rolls-Royce – Britischer Kernreaktorhersteller für die Royal Navy
- Nuclear Power Institute of China (NPIC) – Kernreaktorforschungsinstitute für die Marine der Volksrepublik China